# Comune di Ejby
Il comune di Ejby fino al 1º gennaio 2007 è stato un comune danese situato nella contea di Fionia sulla costa nordoccidentale dell'isola di Fionia. Il comune, creato con la riforma amministrativa del 1970, aveva una popolazione di 10 192 abitanti (2006) e una superficie di 163 km².
Capoluogo era la cittadina di omonima.
Dal 1º gennaio 2007, con l'entrata in vigore della nuova riforma amministrativa, il comune di Ejby è stato soppresso e accorpato, insieme al comune di Nørre Aaby, al riformato comune di Middelfart.